# アニエット・ファンデルゼイル
アニエット・ファンデルゼイル（Annejet van der Zijl, 1962年 - ）は、オランダのノンフィクション作家である。   

## 経歴
アルクマール近郊のオテルレークで教師の家庭に生まれた。双子の兄弟がいたが、医師の過失により出産時に亡くなっている。
家族はフリースランドに移り、アニエットはレーワルデンのキリスト教ギムナジウムで中等教育を受けた。その後、アムステルダム大学の門を叩き、美術史を専攻したが、マス・コミュニケーションで卒業（修士号）。1998年にはロンドンに渡り、国際ジャーナリズムを学び、実習経験を積んだ。オランダに戻ると、犯罪記者を経て、週刊誌『HP/De Tijd』の編集者となった。アニエットは、歴史的な事件や、著名無名に関わらず、特定の時代を生き抜いた人々の伝記を得意とする。

## ノンフィクション作家としての活動
ファンデルゼイルの最初の著作は、1950～60年代に芸術家や若者の社交の場となったブラリクムの別荘「ヤフトルスト（Jagtlust）」を描いたものであった。この本は、出版社のテオ・ソントロップや作家のレ厶コ・カンペルトをはじめとする同別荘の元住人たちの協力のもとに、1998年に出版された。
1999年末、『HP/De Tijd』を退職すると、作家アニー・M・G・シュミットの伝記執筆に専念した。これは、シュミットの息子フリップ・ファン・ダインと出版社アリ・ランブルックの勧めによるもので、できる限り完全な伝記を目指した。2010年には、この伝記を基にした七部構成のテレビシリーズ『Annie M.G.』が放映された。
2004年に発表した『Sonny Boy』は、スリナム（当時は蘭領）の留学生ヴァルデマール・ノッツとハーグの既婚女性リカ・ファン・デル・ランスという男女の「失われた人生」を描いた作品であり、2011年には映画化された。2019年の時点で、すでに60版以上が出版され、発行部数は100万部を超える。
2010年3月4日、アムステルダム大学で、ベルナルド王子の伝記で博士号を取得した。指導教授はハンス・ブロムであった。
その後、『Moord in de Bloedstraat』（2013年）、『ヘラルト・ハイネケン』（2014年）を発表。2015年には、アメリカの富豪アレーネ・テューの生涯を描いた『De Amerikaanse prinses（アメリカのプリンセス）』を出版し、数週間にわたりベストセラーリストのトップに君臨。これまでに25万部以上販売され、2018年には英語版が出版された。オランダのエンタメ王ヨープ・ファン・デ・エンデが映画権を取得し、オランダ・イギリス共同制作のテレビシリーズが計画されている。
2020年の読書週間（3月7日～15日）のために、『Leon & Juliette』を執筆。この作品は、『アメリカのプリンセス』で国際的な成功を収めたあと再び挑んだ19世紀の恋愛物語で、翌年2021年秋、『Fortuna’s kinderen（フォルトゥナの子供たち）』として商業出版された。2021年2月15日から実に34週間にわたりベストセラーリストにランクインした作品で、発行部数は30万部。
2023年には、「オランダ全国読書推進キャンペーン ’Heel Nederland Leest’」の一環として、全国の図書館で『Sonny Boy』が無料配布された。

## 受賞歴
- 2003年　Anna でゼーランド州本賞
- 2006年　Sonny Boy でデ・ヴィッテ協会文学賞
- 2010年　Bernhard で M.J. ブルセ（Brusse）賞
- 2012年  黄金羽根ペン賞 - オランダの文化言語に寄与した人への最も格式高い賞
- 2016年  アムステルダム市芸術賞

## 主要著作
- Jagtlust（狩猟欲）（1998年、2005年、2012年）
- Anna. Het leven van Annie M.G. Schmidt（アナ：アニーM.G.シュミットの人生（2002年）
- Sonny Boy（ソニーボーイ）（2004年）
- Bernhard. Een verborgen geschiedenis（ベルナルド：その隠された歴史（2010年）
- Moord in de Bloedstraat（2013年）
- Gerard Heineken. De man, de stad en het bier（2014年）
- De Amerikaanse prinses（アメリカのプリンセス）（2015年）
- De val van Annika S.（2018年、ジョー・シモンズ共著）
- Leon en Juliette（2020年、読書週間特別書き下ろし作）
- Fortuna’s kinderen（フォルトゥナの子供たち）（2021年）